# Aeroportul Petit Jean Park
Aeroportul Petit Jean Park (IATA: MPJ, ICAO: KMPJ, FAA LID: MPJ) este un aeroport din Arkansas, Statele Unite ale Americii ce deservește zona Morrilton⁠(d).
Situat la o altitudine de 281 m, aeroportul dispune de 1 pistă.

## Infrastructură

### Piste
Aeroportul dispune de o singură pistă. Pista 03/21 are suprafața de asfalt și dimensiunile 5.852 picioare × 75 picioare. 